# Faul osobisty
Ten artykuł opisuje zagadnienie koszykarskie zgodne z normami FIBA.
Zasady w ligach NBA, NCAA lub innych mogą różnić się od tutaj przedstawionych.

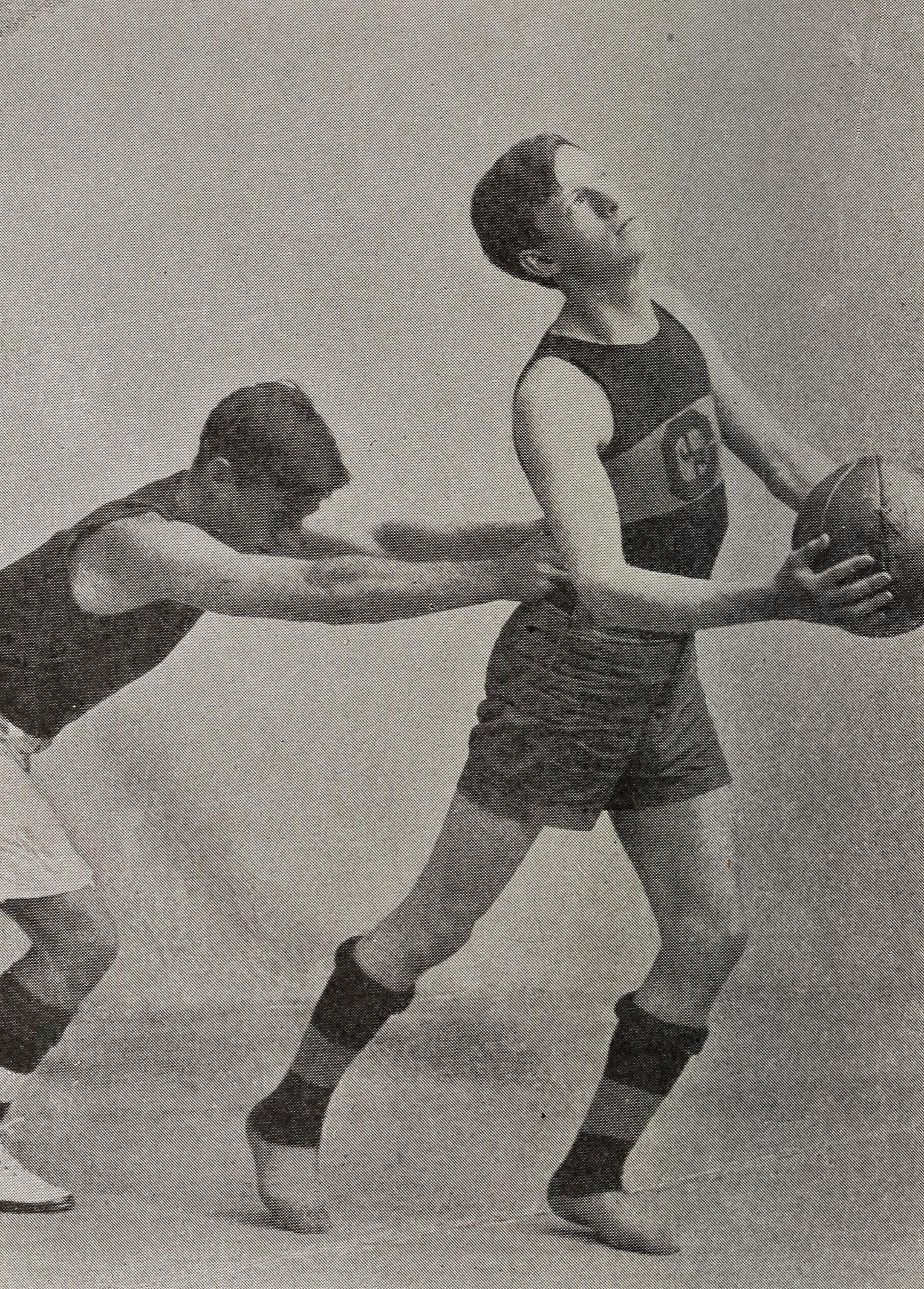
Faul osobisty w wyniku pchania (ilustracja z 1908 roku)

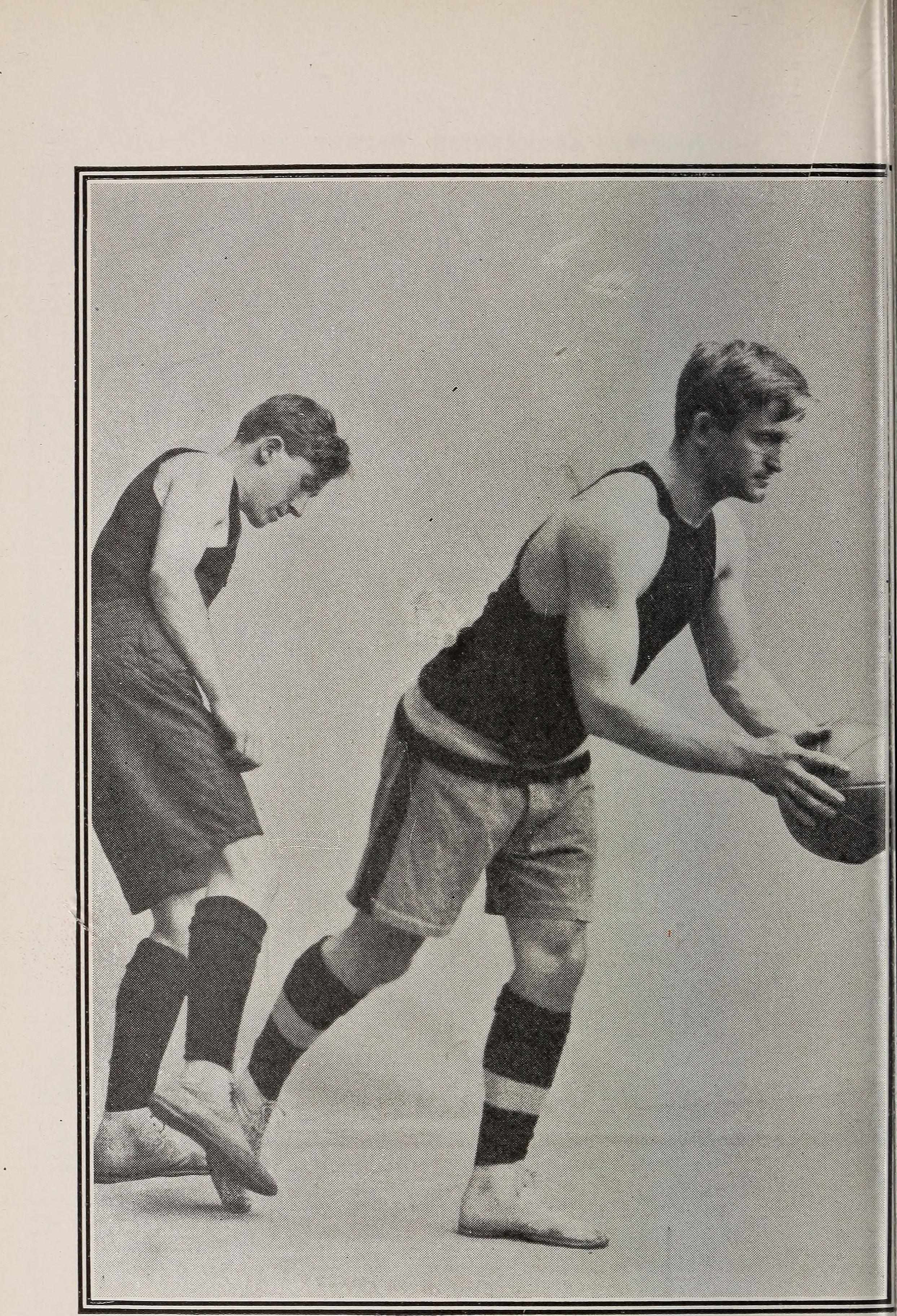
Faul osobisty w wyniku podstawienia nogi (ilustracja 1908 roku)

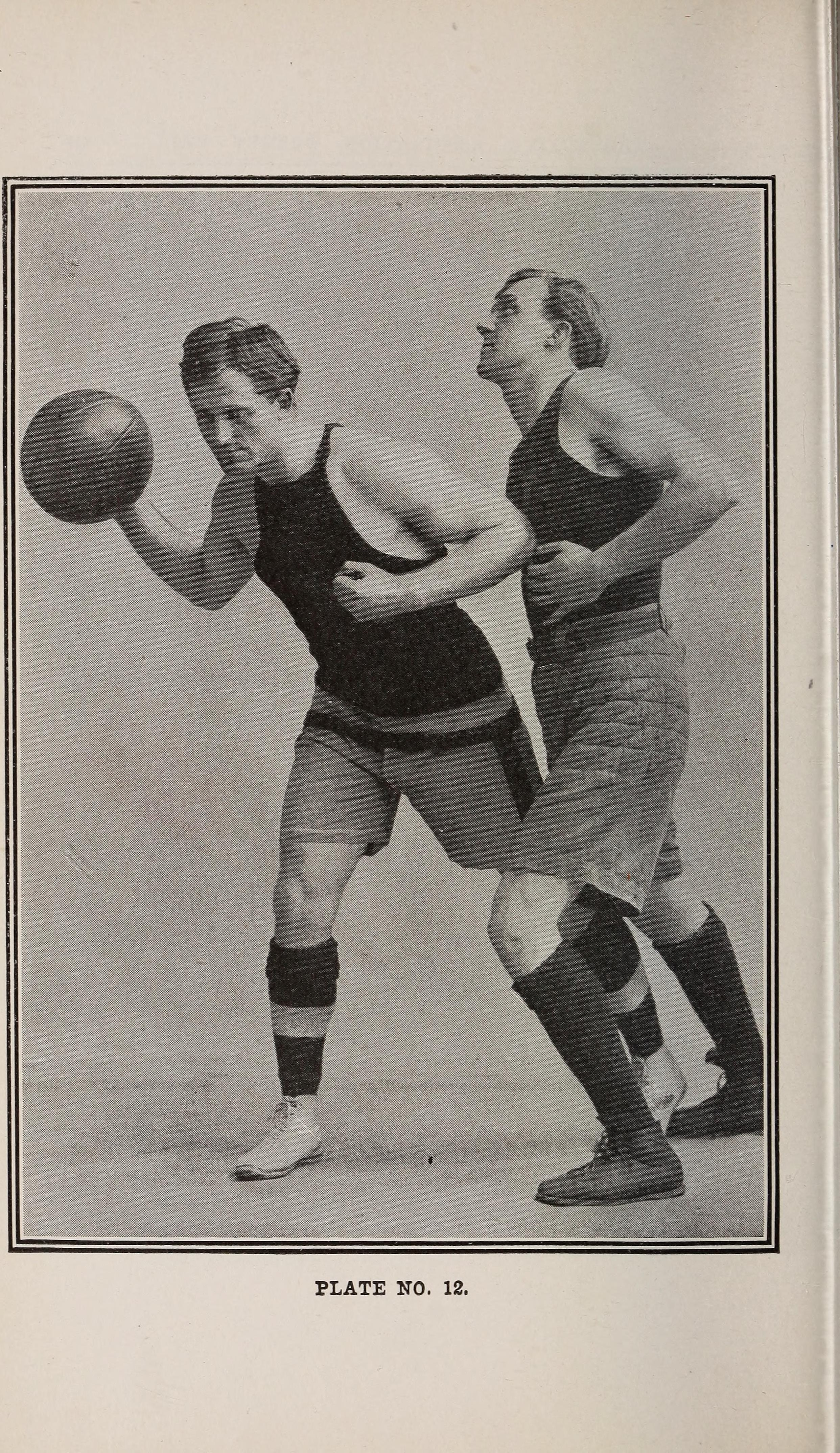
Faul osobisty w ataku w wyniku rozpychania się łokciami (ilustracja z 1908 roku)

Faul osobisty – jeden z fauli w koszykówce, polegający na nielegalnym zetknięciu zawodnika i przeciwnika, powstałe w wyniku:
- blokowania,
- szarżowania,
- pchania,
- trzymania,
- niebezpiecznie brutalnej gry,
- podstawiania nogi,
- utrudniania przemieszczanie się zawodnika przy pomocy:
  - dłoni,
  - sztywno wyciągniętej ręki,
  - łokcia,
  - barku,
  - biodra,
  - kolana,
  - nogi,
  - stopy,
  - ciała wychylonego poza pozycję własnego cylindra[1].

Przy rozpoznaniu faulu osobistego nie ma znaczenia, czy sfaulowany przeciwnik miał piłkę, czy nie, ani czy piłka była żywa, czy martwa. 
Jeśli faul został popełniony na zawodniku znajdującym się w akcji rzutowej oraz rzut był niecelny, to zawodnik sfaulowany wykonuje odpowiednio dwa lub trzy rzuty wolne (w zależności od tego, czy wykonywał rzut za dwa punkty czy rzut za trzy punkty). Jeśli rzut był celny, to punkty zostają zaliczone, a zawodnik sfaulowany wykonuje dodatkowo jeden rzut wolny. Wyjątek stanowi sytuacja, w której sygnał dźwiękowy oznaczający koniec czasu (kwarty, akcji lub gry) rozbrzmiewa w trakcie lub tuż po popełnieniu faula – wtedy, nawet jeśli rzut był celny, to nie zostaje zaliczony, a zawodnik faulowany wykonuje odpowiednio dwa lub trzy rzuty wolne.
Jeśli faul został popełniony na zawodniku nie znajdującym się w akcji rzutowej oraz nie ma zastosowania zasada pięciu fauli drużyny, to gra zostaje przerwana i wznowiona poprzez wprowadzenie piłki z autu przez drużynę, której zawodnik został faulowany, w miejscu najbliższym miejsca popełnienia wykroczenia. Jeżeli faul został popełniony na zawodniku nie znajdującym się w akcji rzutowej oraz jest to piąty lub kolejny faul drużyny oraz drużyna zawodnika sfaulowanego jest w posiadaniu piłki, to zawodnik, który został sfaulowany, wykonuje dwa rzuty wolne. Jeżeli faul został popełniony na zawodniku nie znajdującym się w akcji rzutowej oraz jest to piąty lub kolejny faul drużyny oraz drużyna zawodnika faulującego jest w posiadaniu piłki, to gra zostaje przerwana i wznowiona poprzez wprowadzenie piłki z autu przez drużynę, której zawodnik został faulowany.
Faul osobisty wpisywany jest winnemu zawodnikowi do protokołu za pomocą symbolu „P”.
Sędzia sygnalizuje popełnienie faulu osobistego na różne sposoby, w zależności od tego w jaki sposób faul został popełniony:
- faul osobisty w wyniku trzymania: sędzia chwyta się za przegub[8]
- faul osobisty w wyniku dotykania rękami: sędzia chwyta się za przegub oraz wykonuje ruch trzymaną ręką do przodu[8]
- faul osobisty w wyniku używania rąk (innego niż dotykanie): sędzia uderza się w przegub[9]
- faul osobisty w wyniku blokowania: sędzia kładzie obie ręce na biodra[8]
- faul osobisty w wyniku pchania: sędzia wykonuje ruch pchania rękami[8]
- faul osobisty w wyniku szarżowania bez piłki: sędzia wykonuje ruch pchania rękami[8]
- faul osobisty w wyniku szarżowania z piłką: sędzia uderza pięścią w otwartą dłoń[9]
- inny faul osobisty spowodowany przez zawodnika drużyny posiadającej piłkę: sędzia kieruje zamkniętą pięść w kierunku kosza drużyny, której zawodnik popełnił faul[9]
- faul osobisty w wyniku kontaktu z rękami przeciwnika: sędzia uderza dłonią w podniesione do pozycji pionowej przedramię[9]
- faul osobisty w wyniku nadmiernego wysuwania łokci: sędzia wykonuje ruch łokciem do tyłu[9]
- faul osobisty w wyniku uderzenia w głowę: sędzia uderza się w skroń[9]
- faul osobisty w wyniku zahaczenia przeciwnika: sędzia wykonuje ruch przedramieniem do tyłu[9].